# 1173 dans les croisades
Cette page regroupe les évènements concernant les Croisades qui sont survenus en 1173 :
- mort d'Onfroy III de Toron, seigneur d'Outre-Jourdain[1].
- Melh, aidé par Nur ad-Din, conquiert la totalité de l'Arménie Cilicienne[2].
- Étiennette de Milly, dame d'Outre-Jourdain, veuve d'Onfroy III de Toron, se remarie avec Miles de Plancy[1].